# Xanthophyllum poilanei
Xanthophyllum poilanei är en jungfrulinsväxtart som beskrevs av V. d. Meijden. Xanthophyllum poilanei ingår i släktet Xanthophyllum och familjen jungfrulinsväxter. Inga underarter finns listade i Catalogue of Life.